# 통일전선가
"통일전선가"(독일어: Einheitsfrontlied 아인하이츠프론트리트[*], 영어: United Front Song)는 독일의 민중가요다. 작사자는 베르톨트 브레히트, 작곡가는 한스 아이슬러다. 가장 널리 알려진 버전은 에른스트 부슈가 불렀다.
아돌프 히틀러가 권력을 잡은 1933년 1월 이후 독일 좌파의 상황은 괴멸적이었다. 사회민주당과 공산당은 서로를 적대시해왔는데, 나치가 사민당과 공산당, 노동조합들을 모조리 1933년 여름 활동금지시키자 브레히트를 비롯한 사람들은 파시즘에 맞서 싸우기 위해 사민당과 공산당의 통일전선이 필요함을 자각했다. 1934년, 에르빈 피슈카토르의 요청으로 브레히트가 "통일전선가"의 가사를 썼고, 다음 해 스트라스부르에서 열린 제1차 국제노동자음악올림피아드에서 3,000 명의 노동자가 합창함으로써 초연했다. 그리고 공산당계 배우 겸 가수인 부슈가 에스파냐 내전 중이었던 1937년 녹음하여 음반이 배포되었다.

## 가사
| 독일어 가사 | 독일어 (비공식 키릴문자) | 독일어 발음 | 한국어 번역 |
| Und weil der Mensch ein Mensch ist, drum braucht er was zum Essen, bitte sehr! Es macht ihn ein Geschwätz nicht satt, das schafft kein Essen her. Refrain: 𝄆 Drum links, zwei, drei! 𝄇 Wo dein Platz, Genosse, ist! Reih dich ein in die Arbeitereinheitsfront, weil du auch ein Arbeiter bist. Und weil der Mensch ein Mensch ist, drum braucht er auch noch Kleider und Schuh! Es macht ihn ein Geschwätz nicht warm und auch kein Trommeln dazu. Refrain Und weil der Mensch ein Mensch ist, drum hat er Stiefel im Gesicht nicht gern! Er will unter sich keinen Sklaven seh'n und über sich keinen Herr'n. Refrain Und weil der Prolet ein Prolet ist, drum wird ihn kein anderer befrei'n. Es kann die Befreiung der Arbeiter nur das Werk der Arbeiter sein. Refrain | Унд вайл дер менш айн менш ист, друм браухт ер ваз цум есн, бите зейр! Ез махт ийн айн гешвэц нихт сат, даз шафт кайн есн хер. Рефрен: 𝄆 Друм линкс, цвай, драй! 𝄇 Во дайн плац, геносе, ист! Рай дих айн ин ди арбайтерейнхайтсфронт, вайл ду аух айн арбайтер бист. Унд вайл дер менш айн менш ист, друм браухт ер аух нох клайдер унд шу! Ез махт ийн айн гешвэц нихт варм унд аух кайн тромлн дацу. Рефрен Унд вайл дер менш айн менш ист, друм хат ер щийфл им гезихт нихт герн! Ер вил унтер зих кайнен склавен зеен унд юбер зих кайнен Херен. Рефрен Унд вайл дер пролет айн пролет ист, друм вирд ийн кайн андерер бефрайен. Ез кан ди бефрайунг дер арбайтер нур даз верк дер арбайтер зайн. Рефрен | 운트 바일 데어 멘슈 아인 멘슈 이스트, 드룸 브라우흐트 에어 바스 춤 에센, 비테 제어! 에스 마흐트 이흔 아인 게슈베츠 니흐트 자트, 다스 샤프트 카인 에센 헤르. 레프렌: 𝄆 드룸 링크스, 츠바이, 드라이! 𝄇 보 다인 플라츠, 게노세, 이스트! 라이흐 디히 아인 인 디 아르바이터아인하이츠프론트, 바일 두 아우흐 아안 아르바이터 비슈트. 운트 바일 데어 멘슈 아인 멘슈 이스트, 드룸 브라우히트 에어 아우흐 노흐 클라이데어 운트 슈흐! 에스 마흐트 이흔 아인 게슈베츠 니흐트 바름, 운트 아우흐 카인 트로멜른 다추. 레프렌 운트 바일 데어 멘슈 아인 멘슈 이스트, 드룸 하트 에어 슈티펠 인스 게지흐트 니흐트 게른! 에어 빌 운터 지흐 카이넨 큐클라펜 제흔 운트 위버 지흐 카이넨 헤어른. 레프렌 운트 바일 데어 프롤레트 아인 프롤레트 이스트, 드룸 비어트 이흔 카인 안데레어 베프라인. 에스 칸 디 베프라이웅 데어 아르바이터 누어 다스 베어크 데어 아르바이터 자인. 레프렌 | 인간은 인간이기 때문에, 먹을 것이 필요하다! 먹을 것을 주지 않는 말잔치는 이제 지겹다. 후렴: 𝄆 그러니 좌로 둘 셋! 𝄇 동지여, 있어야 할 곳으로 가자! 노동자통일전선에 합류하자, 그대도 노동자이니까! 인간은 인간이기 때문에, 의복과 신발이 필요하다! 말잔치는 몸을 데우지 못하며, 전쟁의 북소리도 그러하다. 후렴 인간은 인간이기 때문에, 군홧발로 얼굴을 밟힐 필요가 없다! 인간 밑에 노예 필요 없으며, 인간 위에 상전도 필요 없다. 후렴 무산자는 무산자기 때문에, 그 자신만이 그를 자유케 할 수 있다. 노동자 계급의 해방은 노동자의 과업이다. 후렴 |